# Stemmen (Landkreis Rotenburg)
Stemmen ist eine niedersächsische Gemeinde in der Samtgemeinde Fintel und liegt im Osten des Landkreises Rotenburg (Wümme) an der Grenze zum Landkreis Harburg.

## Geografie

### Lage
Stemmen liegt in einer Auen- und Moorlandschaft und ist ansonsten sehr stark agrarisch geprägt. Im Nordosten befinden sich die Naturschutzgebiete Ekelmoor und Schneckenstiege, zwischen denen die Wümme aus dem Landkreis Harburg kommend nach Südwesten fließt. Mit einer Fläche von 2465 ha ist sie die zweitgrößte Gemeinde der Samtgemeinde Fintel.
Gemeindejagdreviere in der Größe von ca. 900 ha und 600 ha sowie eine Anzahl von Eigenjagden stehen unter Verpachtung.
Damwild, Schwarzwild sowie Rehwild werden hier regelmäßig in großer Anzahl erlegt.

### Nachbargemeinden
- Im LK Rotenburg

- Helvesiek, Lauenbrück, Vahlde
- Sittensen und Tiste

- Im LK Harburg

- Heidenau, Königsmoor, Wistedt OT Wümme

### Klima
Das Klima ist klassisch norddeutsch mit ausgedehnten beständigen Sommermonaten. Als Besonderheit ist hervorzuheben, dass das Dorf auf einem Salzstock platziert wurde. Diese geografische Besonderheit sorgt dafür, das viele Regengebiete das Dorf stetig umgehen und in dieser Gemeinde trotz Regenfronten stets sommerliches Wetter herrscht, die auf Acker und Gärten für entsprechende Trockenheit sorgt.

## Geschichte
Stemmen ist urkundlich erstmals 1250 erwähnt worden und damit die zweitjüngste innerhalb der Samtgemeinde.
Stemmen war 1664 von Hexenverfolgung betroffen: zwei Männer gerieten in Hexenprozesse.
Hervorzuheben in diesem ländlich erhaltenen Dorf sind die Hofnamen, mit denen die Bauernhöfe in der Vergangenheit gekürt wurden und heute noch Verwendung finden (z. B. Peets Hof, Roans Hof, Hus Hof). Die Hofinhaber können ihren Stammbaum z. T. bis 1350 zurückverfolgen.
Stemmen hat mehrfach am Wettbewerb Unser Dorf hat Zukunft auf Kreisebene erfolgreich mitgewirkt und gehörte bereits zu den Erstplatzierten, was zu einer Teilnahme am Landeswettbewerb führte.

## Politik

### Gemeinderat
Der Rat der Gemeinde Stemmen setzt sich aus neun Mitgliedern zusammen. Die Ratsmitglieder werden durch eine Kommunalwahl für jeweils fünf Jahre gewählt.
Bei den vergangenen Gemeinderatswahlen ergaben sich folgende Sitzverteilungen:
| Wahljahr | WGS                                                        | SPD | Grüne | Gesamt  |
| 2021     | 6                                                          | 3   | –     | 9 Sitze |
| 2016     | 5                                                          | 3   | 1     | 9 Sitze |
|          | __________________________ WGS: Wählergemeinschaft Stemmen |     |       |         |

### Wappen
Das Wappen der Gemeinde Stemmen besteht aus einem goldenen Schild, das durch ein blaues Wellenband schräg von links oben nach rechts unten geteilt wird. Die obere Hälfte zeigt fünf grüne Eicheln, die untere einen schwarzen Birkhahn. Die fünf Eicheln symbolisieren die Ortsteile Stemmen, Neddervieh, Dreihausen, Stemmerfeld und Rotermoor. Das blaue Wellenband stellt die Ortslage an der Wümme dar. Der Birkhahn bezeichnet die Einbettung des Ortes in die Moorlandschaft am Rande der Lüneburger Heide.

## Sehenswürdigkeiten und Kultur

### Bauwerke

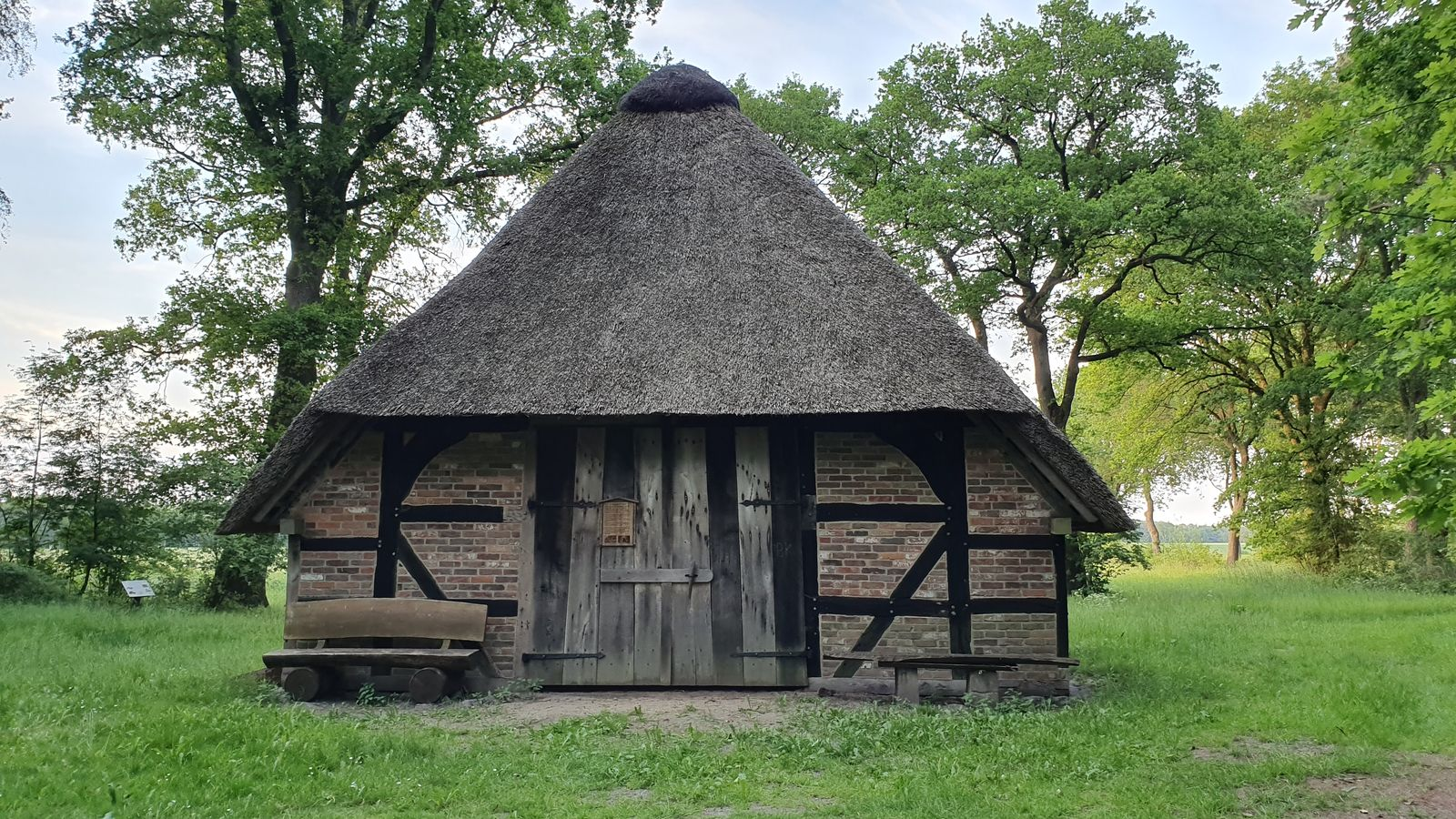
Diers Schafstall

- Wohn- und Wirtschaftsgebäude Große Straße 21 von 1813 in Fachwerk mit Satteldach
- Wohn- und Wirtschaftsgebäude Große Straße 14 von 1888 in Fachwerk mit Satteldach
- Die vom Heimatverein wieder aufgebaute bzw. sanierte Alte Feuerwehr sowie zwei historische Schafställe.

### Regelmäßige Veranstaltungen
Neben den klassischen Veranstaltungen wie Schützenfest und Erntefest gibt es Veranstaltungen wie Weihnachtsmarkt, Umbüddeln und diverse Sportveranstaltungen.

### Kulturlandschaft
Das Dorf ist umgeben von einer Kulturlandschaft in der große Teile der Feldmark unter Naturschutz steht: Naturschutzgebiet Ekelmoor nördlich von Stemmen, Tister Bauernmoor.

Der Birkhahn im Ortswappen war noch bis Anfang der 1970er Jahre in der Gemarkung vorzufinden. Zwischenzeitlich haben sich andere Tiere wie Kraniche, Afrikanische Nilgänse und der Große Brachvogel wieder durch das angrenzende Tister Moor angesiedelt. Waschbär, Nutria und Marderhund (Enok) sind inzwischen ebenfalls anzutreffen.

### Sonstiges
Die niederdeutsche Sprache (Plattdütsch) wird weiterhin im täglichen Gebrauch gepflegt.

## Wirtschaft, Verkehr und Infrastruktur

### Wirtschaft, Verkehr
Die Landwirtschaft prägt das Dorf. Es gibt einige Gewerbebetriebe (Tischlerei, Friseur, Töpferei, Bäckerei, Hotel) und ein Gewerbepark mit Industrieansiedlungen.

Das Dorf liegt an keiner Hauptverkehrsstraße und wird durch die neu gestaltete Ortsdurchfahrt geprägt.

Zur Erholung gibt es zahlreiche Wochenendhäuser.

### Bildung
- Grundschule Stemmen
- Kindergarten

### Vereine
- Freiwillige Feuerwehr seit über 100 Jahren, hervorgegangen aus einer Pflichtfeuerwehr. Jeder Hof war früher verpflichtet, ein männliches Familienmitglied der Feuerwehr zur Verfügung zu stellen, um den Brandkatastrophen, die zur Zeit der Strohdächer durch Blitzschlag ausgelöst wurden, Herr zu werden.
- Heimat- und Kulturverein Stemmen von 1996
- Schützenverein Stemmen von 1911
- TV Stemmen von 1921

### Persönlichkeiten
- Boxweltmeister Max Schmeling war viele Jahre Jagdpächter – zuletzt im Jagdrevier Stemmen B. Eine Freundschaft verband ihn mit einigen Einwohnern beim Skat und er war mit dem damals über 18 Jahre amtierenden Bürgermeister Hinrich Peters (* 7. Januar 1924; † 2. April 1989) befreundet. Eine Straße im Gewerbegebiet wurde nach ihm benannt.
- Anneliese Braasch (1935–2020), Kabarettistin, Schauspielerin und niederdeutsche Autorin; lebt in Stemmen.